# Íñigo Ortiz de Retes

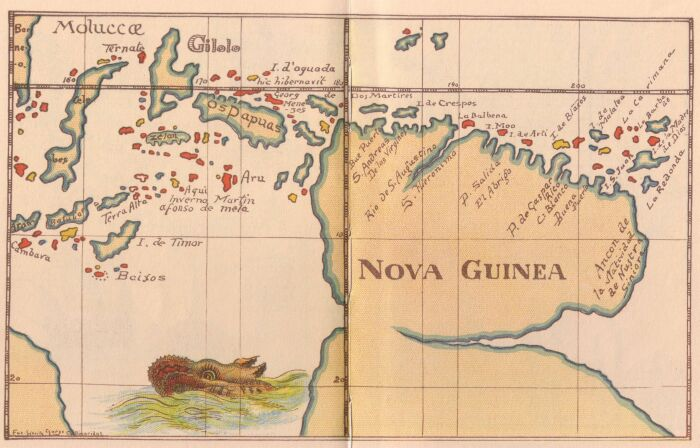
Karte von Nova Guinea ca. 1600

Íñigo Ortiz de Retes war ein spanischer Seefahrer des 16. Jahrhunderts, der die Insel Neuguinea erforschte und ihr den Namen „Nueva Guinea“ gab.
Am 13. Juni 1545 verließ Ortiz de Retes als Kommandant der San Juan den Hafen von Tidore, einer Molukkeninsel, und erreichte die Nordküste der Insel Neuguinea. Íñigo Ortiz de Retes segelte an der Küste entlang bis zur Mündung des Mamberamo. Er nahm die Insel für die spanische Krone in Besitz und gab ihr den Namen Nueva Guinea wegen der Ähnlichkeit der Einwohner mit den Menschen von der Guineaküste in Westafrika.
| Personendaten    | Personendaten         |
| ---------------- | --------------------- |
| NAME             | Ortiz de Retes, Íñigo |
| KURZBESCHREIBUNG | spanischer Seefahrer  |
| GEBURTSDATUM     | vor 1545              |
| STERBEDATUM      | nach 1545             |